# ستان ويب
ستان ويب (بالإنجليزية: Stan Webb)‏ (6 ديسمبر 1947 بميدلزبرة في المملكة المتحدة - ) هو لاعب كرة قدم بريطاني في مركز الهجوم. لعب مع نادي برينتفورد ونادي كارلايل يونايتد ونادي ميدلزبره وويتبي تاون ‏ وGuisborough Town F.C. ‏ ودارلينجتون إف سى.